# أنا جولدي
أنا جولدي Anna Göldi (1734 – 1782) تعرف بآخر ساحرات سويسرا، أعدمت بعد إدانتها بالقتل في يونيو 1782 في غلروس.